# Liste des anciennes communes de l'Essonne
Depuis la Révolution française, plusieurs communes de l'Essonne ont subi des modifications de périmètre territorial — par le biais de fusions ou de démembrements — ou le passage d'un hameau d'une commune à une autre ou bien des changements de nom, que la liste s’attache à présenter.

## Contexte
Alors que les communes d’Ancien Régime sont supprimées par les décrets du 4 août 1789 de l’Assemblée constituante, une nouvelle forme communale émerge en France avec le décret législatif du 14 décembre 1789 concernant la constitution des municipalités. Le Législateur révolutionnaire, dans une logique de rationalisation, souhaite uniformiser les dénominations des plus petites structures d’administration territoriale. C’est sous la Convention, par un décret du 10 brumaire an II, que le terme « commune » est harmonisé à tous les anciens bourgs, villes, paroisses ou communautés.
Le département de l'Essonne a été créé le 1er janvier 1968, en application de la loi du 10 juillet 1964 portant réorganisation de la région parisienne. Le département est issu du démembrement de l'ancien département de Seine-et-Oise et incorpore 198 communes de ce dernier. La liste ci-dessous comprend donc les modifications effectuées sur les communes du département, basées sur son périmètre actuel. Ces modifications peuvent être antérieur à sa création et elles commencent à partir de 1790. Aujourd'hui, on y compte 194 communes (au 1er janvier 2025)

## Transformations par type

### Fusion
| Commune créée          | Communes supprimées                      | Régime                                                        | Décision                                | Date d’effet                        |
| ---------------------- | ---------------------------------------- | ------------------------------------------------------------- | --------------------------------------- | ----------------------------------- |
| Évry-Courcouronnes     | Évry                                     | Commune nouvelle (SANS communes déléguées depuis le 1-3-2020) | Arrêté préfectoral du 12 octobre 2018   | 1er janvier 2019                    |
| Évry-Courcouronnes     | Courcouronnes                            | Commune nouvelle (SANS communes déléguées depuis le 1-3-2020) | Arrêté préfectoral du 12 octobre 2018   | 1er janvier 2019                    |
| Le Mérévillois         | Estouches                                | Commune nouvelle (avec communes déléguées)                    | Arrêté préfectoral du 28 septembre 2018 | 1er janvier 2019                    |
| Le Mérévillois         | Méréville                                | Commune nouvelle (avec communes déléguées)                    | Arrêté préfectoral du 28 septembre 2018 | 1er janvier 2019                    |
| Angerville             | Angerville                               | Fusion simple                                                 | Décret du 30 septembre 1974             | 1er novembre 1974                   |
| Angerville             | Dommerville (département d'Eure-et-Loir) | Fusion simple                                                 | Décret du 30 septembre 1974             | 1er novembre 1974                   |
| Congerville-Thionville | Congerville                              | Fusion simple                                                 | Arrêté préfectoral du 15 mai 1973       | 1er janvier 1974                    |
| Congerville-Thionville | Thionville                               | Fusion simple                                                 | Arrêté préfectoral du 15 mai 1973       | 1er janvier 1974                    |
| Corbeil-Essonnes       | Corbeil                                  | Fusion simple                                                 | Décret du 4 août 1951                   | 10 août 1951                        |
| Corbeil-Essonnes       | Essonnes                                 | Fusion simple                                                 | Décret du 4 août 1951                   | 10 août 1951                        |
| Le Coudray-Montceaux   | Le Coudray                               | Fusion simple                                                 | Ordonnance du 21 octobre 1839           | Ordonnance du 21 octobre 1839       |
| Le Coudray-Montceaux   | Montceaux                                | Fusion simple                                                 | Ordonnance du 21 octobre 1839           | Ordonnance du 21 octobre 1839       |
| Athis-Mons             | Athis                                    | Fusion simple                                                 | Ordonnance du 6 août 1817               | Ordonnance du 6 août 1817           |
| Athis-Mons             | Mons                                     | Fusion simple                                                 | Ordonnance du 6 août 1817               | Ordonnance du 6 août 1817           |
| Morigny-Champigny      | Morigny                                  | Fusion simple                                                 | Fusion effectuée en 1807                | Fusion effectuée en 1807            |
| Morigny-Champigny      | Champigny                                | Fusion simple                                                 | Fusion effectuée en 1807                | Fusion effectuée en 1807            |
| Morigny                | Morigny                                  | Fusion simple                                                 | Fusion effectuée entre 1790 et 1794     | Fusion effectuée entre 1790 et 1794 |
| Morigny                | Saint-Germain-lès-Étampes                | Fusion simple                                                 | Fusion effectuée entre 1790 et 1794     | Fusion effectuée entre 1790 et 1794 |
| Ris-Orangis            | Ris                                      | Fusion simple                                                 | Fusion effectuée entre 1790 et 1794     | Fusion effectuée entre 1790 et 1794 |
| Ris-Orangis            | Orangis                                  | Fusion simple                                                 | Fusion effectuée entre 1790 et 1794     | Fusion effectuée entre 1790 et 1794 |
| Souzy-la-Briche        | Souzy                                    | Fusion simple                                                 | Fusion effectuée entre 1790 et 1794     | Fusion effectuée entre 1790 et 1794 |
| Souzy-la-Briche        | La Briche                                | Fusion simple                                                 | Fusion effectuée entre 1790 et 1794     | Fusion effectuée entre 1790 et 1794 |

### Création
| Nom                   | Commune affectée     | Mode de création | Décision                              | Date d’effet         |
| --------------------- | -------------------- | ---------------- | ------------------------------------- | -------------------- |
| Les Ulis              | Bures-sur-Yvette     | Démembrement     | Arrêté préfectoral du 17 février 1977 | 19 février 1977      |
| Les Ulis              | Orsay                | Démembrement     | Arrêté préfectoral du 17 février 1977 | 19 février 1977      |
| Janville-sur-Juine    | Auvers-Saint-Georges | Démembrement     | Loi du 8 juin 1889                    | Loi du 8 juin 1889   |
| Plessis-Saint-Benoist | Authon-la-Plaine     | Démembrement     | Loi du 16 avril 1884                  | Loi du 16 avril 1884 |

### Modification du nom officiel
| Nom                        | Ancien nom          | Décision                     | Date d’effet                 |
| -------------------------- | ------------------- | ---------------------------- | ---------------------------- |
| Breux-Jouy                 | Breux               | Décret du 23 avril 1976      | 5 mai 1976                   |
| Moigny-sur-École           | Moigny              | Décret du 4 août 1971        | 12 août 1971                 |
| Oncy-sur-École             | Oncy                | Décret du 29 août 1969       | 5 septembre 1969             |
| Guigneville-sur-Essonne    | Guigneville         | Décret du 14 mars 1967       | 20 mars 1967                 |
| Évry                       | Évry-Petit-Bourg    | Décret du 23 juin 1965       | 30 juin 1965                 |
| Ballancourt-sur-Essonne    | Ballancourt         | Décret du 26 février 1958    | 2 mars 1958                  |
| Gironville-sur-Essonne     | Gironville          | Décret du 3 août 1954        | 8 août 1954                  |
| Longpont-sur-Orge          | Longpont            | Décret du 13 juillet 1951    | 19 juillet 1951              |
| Saintry-sur-Seine          | Saintry             | Décret du 2 octobre 1949     | 9 octobre 1949               |
| Milly-la-Forêt             | Milly               | Décret du 6 février 1948     | 11 février 1948              |
| Saint-Maurice-Montcouronne | Saint-Maurice       | Décret du 10 novembre 1937   | 1er décembre 1937            |
| Boutigny-sur-Essonne       | Boutigny            | Décret du 11 mai 1937        | 30 mai 1937                  |
| Soisy-sur-Seine            | Soisy-sous-Étiolles | Décret du 8 septembre 1934   | 17 septembre 1934            |
| Gif-sur-Yvette             | Gif                 | Décret du 21 avril 1932      | 29 avril 1932                |
| Vayres-sur-Essonne         | Vayres              | Décret du 27 juillet 1931    | 6 août 1931                  |
| Bures-sur-Yvette           | Bures               | Décret du 19 janvier 1927    | 29 janvier 1927              |
| Paray-Vieille-Poste        | Paray               | Décret du 26 septembre 1926  | 11 octobre 1926              |
| Bouray-sur-Juine           | Bouray              | Décret du 6 août 1922        | 14 août 1922                 |
| Villebon-sur-Yvette        | Villebon            | Décret du 9 mai 1922         | 25 mai 1922                  |
| Vigneux-sur-Seine          | Vigneux             | Décret du 3 janvier 1910     | 13 janvier 1910              |
| Nainville-les-Roches       | Nainville           | Décret du 4 janvier 1909     | 15 janvier 1909              |
| Varennes-Jarcy             | Varennes            | Décret du 25 novembre 1904   | 5 décembre 1904              |
| D'Huison-Longueville       | D'Huison            | Décret du 24 juillet 1903    | 31 juillet 1903              |
| Abbéville-la-Rivière       | Abbéville           | Décret du 19 février 1902    | 26 février 1902              |
| Brétigny-sur-Orge          | Brétigny            | Décret du 2 juillet 1898     | 7 juillet 1898               |
| Leuville-sur-Orge          | Leuville            | Décret du 2 juillet 1891     | Décret du 2 juillet 1891     |
| Chauffour-lès-Étréchy      | Chauffour           | Décret du 22 décembre 1886   | Décret du 22 décembre 1886   |
| Marolles-en-Beauce         | Marolles            | Décret du 8 novembre 1883    | Décret du 8 novembre 1883    |
| Courson-Monteloup          | Courson-l'Aunay     | Décret du 13 novembre 1882   | Décret du 13 novembre 1882   |
| Évry-Petit-Bourg           | Évry-sur-Seine      | Décret du 19 août 1881       | Décret du 19 août 1881       |
| Prunay-sur-Essonne         | Prunay              | Décret du 6 novembre 1872    | Décret du 6 novembre 1872    |
| Boullay-les-Troux          | Les Troux           | Décret du 14 décembre 1863   | Décret du 14 décembre 1863   |
| Forges-les-Bains           | Forges              | Décret du 4 mai 1861         | Décret du 4 mai 1861         |
| Courdimanche-sur-Essonne   | Courdimanche        | Ordonnance du 25 mai 1843    | Ordonnance du 25 mai 1843    |
| Chilly-Mazarin             | Chilly              | Changement effectué en 1822, | Changement effectué en 1822, |

### Transferts
Liste des communes ayant appartenu au département de l'Essonne avant d'être transférées dans un autre département. Cette liste comprend les communes ayant intégrées le département le 1er janvier 1968.
| Nom de la commune | Date de décision           | Date d'effet     | Département |
| ----------------- | -------------------------- | ---------------- | ----------- |
| Châteaufort       | Décret du 21 novembre 1969 | 29 novembre 1969 | Yvelines    |
| Toussus-le-Noble  | Décret du 21 novembre 1969 | 29 novembre 1969 | Yvelines    |

À l'inverse, une commune provenant du département d'Eure-et-Loir a intégré le département de l'Essonne en 1974, pour fusionner avec celle d'Angerville.
| Nom de la commune | Date de décision            | Date d'effet      | Département d'origine |
| ----------------- | --------------------------- | ----------------- | --------------------- |
| Dommerville       | Décret du 30 septembre 1974 | 1er novembre 1974 | Eure-et-Loir          |

### Modifications de limites communales
| La commune de ...                                      | ... cède du territoire à la commune de ...             | Précisions                                                                       | Décision                                       |
| ------------------------------------------------------ | ------------------------------------------------------ | -------------------------------------------------------------------------------- | ---------------------------------------------- |
| Combs-la-Ville (77) Quincy-sous-Sénart                 | Quincy-sous-Sénart Combs-la-Ville (77)                 | Limite séparative fixée le long de l'axe (...) de la rue du Colonel Fabien       | Décret du 5 novembre 2008                      |
| Bures-sur-Yvette                                       | Les Ulis                                               | 19 habitants Superficie de 1 ha 36 a 27 ca                                       | Décret du 26 février 1997                      |
| Les Ulis                                               | Bures-sur-Yvette                                       | Superficie de 10 ha 82 a 40 ca                                                   | Décret du 26 février 1997                      |
| Orsay                                                  | Les Ulis                                               | 14 habitants Superficie de 2 ha 48 a 43 ca                                       | Décret du 13 février 1997                      |
| Juvisy-sur-Orge                                        | Athis-Mons                                             | Superficie de 18 a 17 ca                                                         | Décret du 13 février 1997                      |
| Athis-Mons                                             | Juvisy-sur-Orge                                        | 2 habitants Superficie de 76 a 03 ca                                             | Décret du 13 février 1997                      |
| Paray-Vieille-Poste                                    | Wissous                                                | Superficie de 59 a 85 ca                                                         | Décret du 4 août 1989                          |
| Sainte-Geneviève-des-Bois                              | Le Plessis-Pâté                                        | Superficie de 4 ha 20 a 59 ca                                                    | Décret du 19 février 1988                      |
| Le Plessis-Pâté                                        | Sainte-Geneviève-des-Bois                              | Superficie de 6 ha 67 a 93 ca                                                    | Décret du 19 février 1988                      |
| Marcoussis                                             | Les Ulis                                               | Lieu-dit du Bois des Carrés Superficie de 6 ha 79 a 54 ca                        | Décret du 24 octobre 1986                      |
| Fleury-Mérogis                                         | Sainte-Geneviève-des-Bois                              | Superficie de 1 ha 23 a 79 ca                                                    | Décret du 16 octobre 1981                      |
| Sainte-Geneviève-des-Bois                              | Fleury-Mérogis                                         | Superficie de 1 ha 23 a 79 ca                                                    | Décret du 16 octobre 1981                      |
| Antony (92)                                            | Wissous                                                | Superficie de 4 ha 46 a 81 ca                                                    | Décret du 10 septembre 1980,                   |
| Wissous                                                | Antony (92)                                            | Superficie de 3 ha 44 a 80 ca                                                    | Décret du 10 septembre 1980,                   |
| Juvisy-sur-Orge                                        | Savigny-sur-Orge                                       | Superficie de 3 ha 64 a 61 ca                                                    | Décret du 12 juin 1980,                        |
| Savigny-sur-Orge                                       | Juvisy-sur-Orge                                        | 130 habitants Superficie de 5 ha 75 a 67 ca                                      | Décret du 12 juin 1980,                        |
| Montgeron                                              | Yerres                                                 | Superficie de 37 ca                                                              | Décret du 15 juillet 1976                      |
| Gometz-la-Ville                                        | Gif-sur-Yvette                                         | 1 536 habitants Superficie de 167 ha 37 a 90 ca                                  | Décret du 14 novembre 1975                     |
| Gometz-le-Châtel                                       | Gif-sur-Yvette                                         | 42 habitants Superficie de 8 ha 82 a 95 ca                                       | Décret du 14 novembre 1975                     |
| Pecqueuse Bonnelles (78) Bullion (78)                  | Bonnelles (78) Bullion (78) Pecqueuse                  |                                                                                  | Décret du 25 janvier 1974                      |
| Brunoy Villecresnes (94)                               | Villecresnes (94) Brunoy                               |                                                                                  | Décret du 7 décembre 1972                      |
| Sainte-Geneviève-des-Bois                              | Saint-Michel-sur-Orge                                  | Superficie de 3 a 10 ca                                                          | Décret du 30 octobre 1970                      |
| Saint-Michel-sur-Orge                                  | Sainte-Geneviève-des-Bois                              | Superficie de 13 a 10 ca                                                         | Décret du 30 octobre 1970                      |
| Villeneuve-Saint-Georges (94)                          | Montgeron                                              | 21 habitants                                                                     | Décret du 18 juin 1969                         |
| Crosne                                                 | Villeneuve-Saint-Georges (94)                          |                                                                                  | Décret du 6 octobre 1967,                      |
| Villeneuve-Saint-Georges (94)                          | Crosne                                                 | 122 habitants                                                                    | Décret du 6 octobre 1967,                      |
| Athis-Mons Ablon-sur-Seine (94) Villeneuve-le-Roi (94) | Ablon-sur-Seine (94) Villeneuve-le-Roi (94) Athis-Mons |                                                                                  | Arrêté préfectoral du 27 mai 1963              |
| Épinay-sur-Orge                                        | Savigny-sur-Orge                                       | 16 habitants                                                                     | Arrêté préfectoral du 16 mars 1961             |
| Morsang-sur-Orge                                       | Savigny-sur-Orge                                       | Superficie de 1 ha 53 a 70 ca                                                    | Arrêté préfectoral du 24 janvier 1959          |
| Savigny-sur-Orge                                       | Morsang-sur-Orge                                       | Superficie de 2 ha 24 a 80 ca                                                    | Arrêté préfectoral du 24 janvier 1959          |
| Sainte-Geneviève-des-Bois Villemoisson-sur-Orge        | Villemoisson-sur-Orge Sainte-Geneviève-des-Bois        | Parcelles des Six Chênes                                                         | Arrêté préfectoral du 4 juillet 1957           |
| Égly                                                   | Arpajon                                                | Superficie de 3 ha 40 a                                                          | Arrêté préfectoral du 13 juin 1955             |
| Châtenay-Malabry (92) Verrières-le-Buisson             | Verrières-le-Buisson Châtenay-Malabry (92)             |                                                                                  | Décret du 27 octobre 1939                      |
| Antony (92)                                            | Massy                                                  | En suivant l'axe du nouveau tracé du chemin vicinal n°1                          | Décret du 11 avril 1937                        |
| Antony (92)                                            | Verrières-le-Buisson                                   | En suivant l'axe du nouveau lit de la Bièvre et du ruisseau des Godets           | Décret du 11 avril 1937                        |
| Savigny-sur-Orge                                       | Juvisy-sur-Orge                                        |                                                                                  | Décret du 4 juin 1864                          |
| Forges-les-Bains                                       | Angervilliers                                          |                                                                                  | Loi du 18 mai 1864                             |
| Villeneuve-sur-Auvers Bouville                         | Bouville Villeneuve-sur-Auvers                         |                                                                                  | Loi du 17 juin 1846                            |
| Massy                                                  | Antony (92)                                            | Limite fixée par le chemin dit de la Voie Fondue et la route de Chartres à Paris | Décret du 12 novembre 1804 (21 brumaire an 13) |

### Sources
- Bulletin des lois, Journal officiel de la République française et Recueil des actes administratifs de la préfecture de l'Essonne 
 Référence notée « Off. » dans le texte

1. ↑  Décret no 67-792 du 19 septembre 1967 relatif à l'entrée en vigueur des dispositions de la loi du 10 juillet 1964 portant réorganisation de la région parisienne, JORF no 221 du 22 septembre 1967, p. 9380–9381, sur Légifrance.
2. ↑  Loi no 64-707 du 10 juillet 1964 portant réorganisation de la région parisienne, JORF no 162 du 12 juillet 1964, p. 6204–6209, fac-similé sur Légifrance.
3. ↑  « Arrêté préfectoral n°2018-PREF-DRCL-540 du 12 octobre 2018 portant création de la commune nouvelle Évry-Courcouronnes », Recueil des actes administratifs de la préfecture de l'Essonne, no 127,‎ 18 octobre 2018, p. 83-86 (lire en ligne [PDF], consulté le 27 octobre 2018).
4. ↑  « recueil des actes administratifs de l'Essonne » (consulté le 5 octobre 2018).
5. 1 2  « Décret du 30 septembre 1974 portant modifications aux circonscriptions administratives territoriales (fusion de communes). », Journal officiel de la République française,‎ 4 octobre 1974, p. 10147 (lire en ligne ).
6. ↑  « Modifications aux circonscriptions administratives territoriales (fusion de communes). », Journal officiel de la République française,‎ 20 juillet 1973, p. 7891 (lire en ligne ).
7. ↑  « Décret du 4 août 1951 portant fusion des communes de Corbeil (canton et arrondissement de Corbeil, département de Seine-et-Oise) et d'Essonnes (mêmes canton, arrondissement et département). », Journal officiel de la République française,‎ 9 août 1951, p. 8613 (lire en ligne).
8. ↑  « Ordonnance du 21 octobre 1839 portant réunion de communes dans les départements y désignés. », Bulletin des lois du royaume de France,‎ 20 novembre 1839, p. 760-61 (lire en ligne, consulté le 27 octobre 2018).
9. ↑  « Modifications des limites territoriales des communes de Bures-sur-Yvette et Orsay et création de la commune des Ulis (canton d'Orsay). », Journal officiel de la République française,‎ 18 février 1977, p. 972 (lire en ligne ).
10. ↑  « Loi érigeant en municipalité distincte le hameau de Janville dépendant des communes d'Auvers-Saint-Georges ... », Journal officiel de la République française,‎ 9 juin 1889, p. 2654 (lire en ligne)
11. ↑  « Loi tendant à distraire une section de la commune d'Authon-la-Plaine (...) pour l'ériger en municipalité distincte sous le nom du Plessis-Saint-Benoît », Journal officiel de la République française,‎ 17 avril 1884, p. 2066 (lire en ligne)
12. ↑  « Décret du 23 avril 1976 portant changement de nom de communes », Journal officiel de la République française,‎ 4 mai 1976, p. 2643 (lire en ligne ).
13. ↑  « Décret du 4 août 1971 portant changement de nom de communes », Journal officiel de la République française,‎ 11 août 1971, p. 7972 (lire en ligne ).
14. ↑  « Décret du 29 août 1969 portant changement de nom de communes », Journal officiel de la République française,‎ 4 septembre 1969, p. 8894 (lire en ligne ).
15. ↑  « Décret du 14 mars 1967 portant changement de nom de communes. », Journal officiel de la République française,‎ 19 mars 1967, p. 2657 (lire en ligne ).
16. ↑  « Décret du 23 juin 1965 portant changement de nom de la commune d'Évry-Petit-Bourg. », Journal officiel de la République française,‎ 29 juin 1965, p. 5362 (lire en ligne ).
17. ↑  « Décret du 26 février 1958 portant changement de nom de communes », Journal officiel de la République française,‎ 1er mars 1958, p. 2181 (lire en ligne ).
18. ↑  « Décret du 3 août 1954 portant changement de nom de la commune de Gironville (Seine-et-Oise). », Journal officiel de la République française,‎ 7 août 1954, p. 7627 (lire en ligne).
19. ↑  « Décret du 13 juillet 1951 portant changement de nom de la commune de Longpont (canton de Longjumeau, arrondissement de Corbeil, département de Seine-et-Oise). », Journal officiel de la République française,‎ 18 juillet 1951, p. 7725 (lire en ligne).
20. ↑  « Décret du 2 octobre 1949 portant changement de nom de la commune de Saintry (Seine-et-Oise). », Journal officiel de la République française,‎ 8 octobre 1949, p. 10066 (lire en ligne).
21. ↑  « Décret du 6 février 1948 portant changement de nom de la commune de Milly (arrondissement d'Étampes, département de Seine-et-Oise). », Journal officiel de la République française,‎ 10 février 1948, p. 1409 (lire en ligne).
22. ↑  « Décrets du 10 novembre 1937 autorisant des changements de noms de communes », Journal officiel de la République française,‎ 30 novembre 1937, p. 13021 (lire en ligne).
23. ↑  « Décrets du 11 mai 1937 autorisant des changements de noms de communes », Journal officiel de la République française,‎ 29 mai 1937, p. 5869 (lire en ligne).
24. ↑  « Décret du 8 septembre 1934 autorisant un changement de nom de commune. », Journal officiel de la République française,‎ 16 septembre 1934, p. 9530 (lire en ligne).
25. ↑  « Décret du 21 avril 1932 autorisant des changements de noms de communes. », Journal officiel de la République française,‎ 28 avril 1932, p. 4510 (lire en ligne).
26. ↑  « Décret du 27 juillet 1931 autorisant des changements de noms de communes. », Journal officiel de la République française,‎ 5 août 1931, p. 8541 (lire en ligne).
27. ↑  « Décret du 19 janvier 1927 autorisant des modifications de dénomination de communes. », Journal officiel de la République française,‎ 28 janvier 1927, p. 1084 (lire en ligne).
28. ↑  « Décret du 26 septembre 1926 autorisant des changements de nom de communes. », Journal officiel de la République française,‎ 10 octobre 1926, p. 1084 (lire en ligne).
29. ↑  « Décrets du 6 août 1922 attribuant de nouvelles dénominations à des communes. », Journal officiel de la République française,‎ 13 août 1922, p. 8534 (lire en ligne).
30. ↑  « Décrets du 9 mai 1922 attribuant de nouvelles dénominations à des communes. », Journal officiel de la République française,‎ 24 mai 1922, p. 5434 (lire en ligne).
31. ↑  « Décrets du 3 janvier 1910 attribuant à la commune de Vigneux (Seine-et-Oise) la dénomination de Vigneux-sur-Seine. », Journal officiel de la République française,‎ 12 janvier 1910, p. 329 (lire en ligne).
32. ↑  « Décrets du 4 janvier 1909 attribuant à la commune de Nainville (Seine-et-Oise) la dénomination de Nainville-les-Roches », Journal officiel de la République française,‎ 14 janvier 1909, p. 473 (lire en ligne).
33. ↑  « Décrets du 25 novembre 1904 attribuant à la commune de Varennes (Seine-et-Oise) la dénomination de Varennes-Jarcy. », Journal officiel de la République française,‎ 4 décembre 1904, p. 7142 (lire en ligne).
34. ↑  « Décret du 24 juillet 1903 attribuant à la commune d'Huisson (Seine-et-Oise) la dénomination d'Huisson-Longueville. », Journal officiel de la République française,‎ 30 juillet 1903, p. 4898 (lire en ligne).
35. ↑  « Décret du 19 février 1902 attribuant les noms des communes de Saint-André-le-Panoux (Ain), Champ (Isère), Abbéville et Vaux (Seine-et-Oise), Fresse (Vosges). », Journal officiel de la République française,‎ 25 février 1902, p. 1386 (lire en ligne).
36. ↑  « Décret du 2 juillet 1898 attribuant le nom de Brétigny-sur-Orge à la commune de Brétigny (département de Seine-et-Oise). », Journal officiel de la République française,‎ 6 juillet 1898, p. 4101 (lire en ligne).
37. ↑  « Décret du 2 juillet 1891 portant que la commune de Leuville (canton d'Arpajon, arrondissement de Corbeil, département de Seine-et-Oise) portera, à l'avenir, le nom de Leuville-sur-Orge. », Bulletin des lois de la République française,‎ 17 octobre 1891, p. 359 (lire en ligne, consulté le 27 octobre 2018).
38. ↑  « Décret du 22 décembre 1886 portant que la commune de Chauffour, canton d'Étampes (Seine-et-Oise) portera le nom de Chauffour-lès-Etréchy. », Bulletin des lois de la République française,‎ 7 février 1887, p. 1239 (lire en ligne, consulté le 27 octobre 2018).
39. ↑  « Décret du 8 novembre 1883 portant que la commune de Marolles (Seine-et-Oise) prendra le nom de Marolles-en-Beauce. », Bulletin des lois de la République française,‎ 22 janvier 1884, p. 1068 (lire en ligne, consulté le 27 octobre 2018).
40. ↑  « Décret du 13 novembre 1882 portant que la commune de Courson-l'Aunay (Seine-et-Oise) prendra le nom de Courson-Monteloup. », Bulletin des lois de la République française,‎ 3 février 1883, p. 1582 (lire en ligne, consulté le 27 octobre 2018).
41. ↑  « Décret du 19 août 1881 portant que la commune d'Évry-sur-Seine (Seine-et-Oise) prendra le nom d'Évry-Petit-Bourg. », Bulletin des lois de la République française,‎ 19 décembre 1881, p. 1024 (lire en ligne, consulté le 27 octobre 2018).
42. ↑  « Décret du 6 novembre 1872 portant que la commune de Prunay, canton de Milly (Seine-et-Oise), prendra le nom de Prunay-sur-Essonne. », Bulletin des lois de la République française,‎ 16 avril 1873, p. 227 (lire en ligne, consulté le 27 octobre 2018).
43. ↑  « Décret impérial n°11948 », Bulletin des lois de l'Empire français, 11e série, vol. tome 23,‎ 22 janvier 1864, p. 96 (lire en ligne)
44. ↑  « Décret du 4 mai 1861 qui autorise la commune de Forges (Seine-et-Oise) à s'appeler Forges-les-Bains. », Bulletin des lois de l'Empire français,‎ 31 mai 1861, p. 698 (lire en ligne, consulté le 27 octobre 2018).
45. ↑  « Ordonnance du 25 mai 1843 portant suppression, réunion, et modifications des noms de communes dans l'arrondissement de Saint-Quentin (Aisne), et dans les départements de l'Eure, de la Haute-Loire, du Tarn, de l'Aveyron et de Seine-et-Oise. », Bulletin des lois,‎ 9 juin 1843, p. 485 (lire en ligne, consulté le 20 octobre 2018).
46. 1 2  « Décret du 21 novembre 1969 portant rattachement de communes au département des Yvelines. », Journal officiel de la République française,‎ 28 novembre 1969, p. 11615 (lire en ligne ).
47. ↑  « Décret (...) portant modifications des limites territoriales de communes... », Journal officiel de la République française,‎ 7 novembre 2008 (lire en ligne)
48. ↑  « Décret (...) portant modifications des limites territoriales de communes... », Journal officiel de la République française,‎ 27 février 1997, p. 3170 (lire en ligne )
49. 1 2  « Décret (...) portant modification des limites territoriales de communes... », Journal officiel de la République française (version papier numérisée, en accès protégé),‎ 16 février 1997, p. 2650-2651 (lire en ligne)
50. ↑  « Décret (...) portant modification des limites territoriales de communes... », Journal officiel de la République française,‎ 10 août 1989, p. 10086 (lire en ligne )
51. ↑  « Décret (...) portant modification des limites territoriales de communes... », Journal officiel de la République française,‎ 25 février 1988, p. 2628 (lire en ligne )
52. ↑  « Décret (...) portant modification des limites territoriales de communes... », Journal officiel de la République française,‎ 30 octobre 1986, p. 13047 (lire en ligne )
53. ↑  « Décret (...) portant modification de circonscriptions administratives territoriales ... », Journal officiel de la République française. -Numéro complémentaire,‎ 22 octobre 1981, p. NC 9351 (lire en ligne )
54. ↑  « Décret (...) portant modifications aux circonscriptions administratives territoriales ... », Journal officiel de la République française.- Numéro complémentaire,‎ 19 septembre 1980, p. NC 8359 (lire en ligne )
55. ↑  « Décret portant modifications aux circonscriptions administratives territoriales (Rectificatif) », Journal officiel de la République française. -Numéro complémentaire,‎ 22 novembre 1980, p. NC 10143 (lire en ligne )
56. ↑  « Décret (...) portant modification de circonscriptions administratives territoriales... », Journal officiel de la République française. -Numéro complémentaire,‎ 21 juin 1980, p. NC 5360 (lire en ligne )
57. ↑  « Décret portant modification de circonscriptions administratives territoriales (Rectificatif) », Journal officiel de la République française. -Numéro complémentaire,‎ 13 juillet 1980, p. NC 6246 (lire en ligne )
58. ↑  « Décret (...) portant modifications aux circonscriptions administratives territoriales ... », Journal officiel de la République française,‎ 21 juillet 1976, p. 4339 (lire en ligne )
59. ↑  « Décret (...) portant modification aux circonscriptions administratives territoriales », Journal officiel de la République française,‎ 16 novembre 1975, p. 11755 (lire en ligne )
60. ↑  « Décret (...) portant modifications aux circonscriptions administratives territoriales », Journal officiel de la République française,‎ 31 janvier 1974, p. 1188 (lire en ligne )
61. ↑  « Décret (...) portant modification de circonscriptions administratives territoriales », Journal officiel de la République française,‎ 17 décembre 1972, p. 13047 (lire en ligne )
62. ↑  « Décret (...) portant modification des circonscriptions administratives territoriales », Journal officiel de la République française,‎ 10 novembre 1970, p. 10406 (lire en ligne )
63. ↑  « Décret (...) portant modification des limites territoriales de communes », Journal officiel de la République française,‎ 24 juin 1969, p. 6438 (lire en ligne )
64. ↑  « Décret (...) portant modification des limites territoriales des communes de Villeneuve-Saint-Georges et de Crosne », Journal officiel de la République française,‎ 14 octobre 1967, p. 10102 (lire en ligne )
65. ↑  « Décret (...) portant modification des limites territoriales de communes... (Rectificatif) », Journal officiel de la République française,‎ 15 novembre 1967, p. 11136 (lire en ligne )
66. ↑  « Modifications aux circonscriptions territoriales de communes », Journal officiel de la République française,‎ 9 juillet 1963, p. 6134 (lire en ligne )
67. ↑  « Modifications aux circonscriptions territoriales de communes », Journal officiel de la République française,‎ 5 juillet 1961, p. 6115 (lire en ligne )
68. ↑  « Modifications aux circonscriptions territoriales de communes », Journal officiel de la République française,‎ 21 février 1959, p. 2220 (lire en ligne )
69. ↑  « Modifications aux circonscriptions territoriales de communes », Journal officiel de la République française,‎ 28 août 1957, p. 8404 (lire en ligne )
70. ↑  « Modifications aux circonscriptions territoriales de communes », Journal officiel de la République française,‎ 6 juillet 1955, p. 6765 (lire en ligne )
71. ↑  « Circonscriptions territoriales », Journal officiel de la République française,‎ 14 novembre 1939, p. 13106 (lire en ligne)
72. ↑  « Ministère de l'intérieur.- Communes », Journal officiel de la République française,‎ 27 avril 1937, p. 4694 (lire en ligne)
73. ↑  « Décret impérial (n°12422) portant ... », Bulletin des lois de l’Empire français, 11e série, vol. tome 23,‎ 24 juin 1864, p. 969 (lire en ligne)
74. ↑  « Loi qui fixe la commune entre la commune d'Angervillers (...) et la commune de Forges-les-Bains (...) », Bulletin des lois de l’Empire français, 11e série, vol. tome 23,‎ 25 mai 1864, p. 705 (lire en ligne)
75. ↑  « Lois relatives à des changements de circonscriptions territoriales (septième loi) », Bulletin des lois du royaume de France, 9e série, vol. tome 32,‎ 23 juin 1846, p. 436 (lire en ligne)
76. ↑  « Décret impérial n°947 portant que le clos dit de Massy et les prés y attenant font partie du territoire d'Antony (Seine) (...) », Bulletin des lois de l’empire français, 4e série, vol. Tome 3,‎ 21 brumaire an 13, p. 569 (lire en ligne)

- Code officiel géographique sur le site de l’Institut national de la statistique et des études économiques (https://www.insee.fr/fr/information/2016807) 
 Référence notée « COG » dans le texte

1. 1 2 3  « Historique des communes Essonne (fusions) 1970-1975 », sur insee.fr
2. ↑  « Historique des communes Seine-et-Oise (fusions) 1950-1960 », sur insee.fr
3. ↑  « Historique des communes Essonne (créations) 1970-1980 », sur insee.fr
4. 1 2 3  « Historique des communes Essonne (changements de noms) 1969-1977 », sur insee.fr
5. 1 2  « Historique des communes Seine-et-Oise (changements de noms) 1965-1968 », sur insee.fr
6. 1 2 3  « Historique des communes Seine-et-Oise (changements de noms) 1951-1959 », sur insee.fr
7. 1 2  « Historique des communes Seine-et-Oise (changements de noms) 1948-1950 », sur insee.fr
8. 1 2  « Historique des communes Essonne 1968-1972 », sur insee.fr

- Index de la base « Des villages de Cassini aux communes d’aujourd’hui » de l’EHESS
- CommunesGenWeb, l'histoire des communes au service de la généalogie